# Chanel n.º 5
Chanel n.º 5 es uno de los perfumes más conocidos del mundo, creado en 1921 por Ernest Beaux para la marca de alta costura Chanel. 
El nombre de Chanel n.º 5  se debe a que Beaux creó 10 muestras y Coco Chanel escogió la 5. El envase, una botella de cristal sobria, rectangular y atemporal, fue diseñado por la propia Coco. Desde su nacimiento en 1921, el envase ha sufrido leves modificaciones en su diseño.

## Introducción
Chanel n.º 5 coronó a la casa de modas Chanel y a su diseñadora, Coco Chanel en el mercado de los perfumes florales. El primer perfume de la modista permanece desde sus inicios con pocos cambios de imagen y olor, pero sin perder la esencia propia del producto. Los técnicos de Chanel aseguran que si Coco Chanel estuviera viva no se decepcionaría del Chanel N.º 5 actual.

## Origen de la fragancia
Tras la Primera Guerra Mundial, concretamente el 22 de diciembre de 1919, Mademoiselle Chanel sufre un duro golpe en su vida por la muerte de su gran amor Boy Capel. Para evadirse de esta situación emprenderá un viaje a Italia. Allí conocerá al Gran Duque Demetrio Románov, primo del Zar Nicolás II, quien se convertirá en su amante en el verano de 1920 comenzando con él su gusto e interés por los perfumes.
En 1921, Chanel ya es conocida tanto en Francia como en Estados Unidos. Ella considera que la seducción podemos encontrarla en la personalidad, en la forma de andar y en definitiva en aquello que transmite la persona.
Los perfumes de aquel entonces no eran de su agrado, ya que eran en su mayoría monoflorales y para ella no expresaban la personalidad de la mujer, por lo que decidió crear su propio perfume recurriendo a Ernest Beaux, quien elaboraría una fragancia totalmente innovadora para la época.
Además este perfume rompería con la estética convencional de los frascos de los años 20, pues eran en su mayoría de formas barrocas. Una de las características de este perfume es su frasco, el primer modelo tenía los bordes redondeados y en 1924 se cambió para hacerlo más resistente. Éste se trataba de un recipiente plano, de cristal transparente con ángulos recortados, y una pequeña etiqueta rectangular, sin adornos, tan solo de color blanca y bordes negros, signo de elegancia. Pues Mademoiselle Chanel decía “Siempre simplificar, nunca añadir”. Su caja, que resalta la sencillez del perfume con un fondo blanco y bordes negros subrayado con dorado. En 1959 entró en el Museo Metropolitano de Nueva York y en los 60, Andy Warhol, lo utilizó como protagonista en una de sus series de obras.

## Creación de la fragancia
Ernest Beaux creó un olor sin referencia a ningún componente natural en concreto. Añadía componentes sintéticos que enriquecían el desarrollo de las notas olfativas, aportando nuevos olores. Los aldehídos desempeñan un papel importante pues aportan mayor intensidad a la composición. Este perfume fue el primero que utilizaban en gran cantidad los aldehídos, aportándole un aroma muy innovador. Las flores que lo componen son, principalmente, el ylang-ylang de las comores (que recuerda al jazmín) y el jazmín de Grasse, de aroma floral y afrutado. Otros ingredientes son las rosas de mayo, el nerolí de Grasse, la vainilla de Bourbon, el vetiver Bourbon y el sándalo.

## Historia
El perfume tuvo una historia larga con dificultades y triunfo. Chanel n.º 5 se nombró así porque la quinta prueba fue la que agradó a Ernest Beaux y Coco Chanel. Beaux presentó a Chanel una serie de muestras numeradas. Chanel escogió la n.º 5, que contenía aldehído y esencias de flor de naranjo amargo, jazmín, rosa, madera de sándalo, vainilla y vetiver, entre otras. Después de la Segunda Guerra Mundial cuando la casa de modas cayó en bancarrota, la innovadora, moderna y cómoda idea de pantalones femeninos y el perfume Chanel colocaron de nuevo al alza a la casa de modas Chanel. Desde su creación el perfume se sigue vendiendo en todo el mundo. El costo de su producción es elevado y compite dignamente contra Versace, Cartier, Louis Vuitton, etcétera.
Carole Bouquet, Catherine Deneuve, Audrey Tautou, Nicole Kidman, Gisele Bündchen y Marilyn Monroe fueron algunas de las personalidades que participaron en las campañas publicitarias. Brad Pitt se convirtió en el primer rostro masculino del perfume, hasta la fecha, el único.

## Primeros éxitos
Es ya en 1921 cuando el perfume está totalmente elaborado. La estrategia de Chanel fue el boca a boca y la curiosidad, comenzando a regalar algunos frascos y vaporizando con él algunos salones donde se vendían prendas de alta costura, de forma que las clientas empezaron a sentir curiosidad sobre la peculiaridad de esta fragancia. Esta es exclusiva de París, en la rue Cambon y Boutiques de Deauville y Biarritz. El perfume fue tan exitoso que pasó de ser exclusivo para las clientas de Mademoiselle Chanel a no tener una producción suficiente para cubrir la demanda fuera del círculo de sus clientes.
En abril de 1924 fue fundada la sociedad “Les Parfums CHANEL” a partir del cual comenzaría a comercializarse en todo el mundo. N.º 5 “perfume del siglo”, sus aires de modernidad serían reconocido por las mujeres, haciendo que algunos de los especialistas coincidan en afirmar que existe un antes y un después del N.º 5 en la historia de la perfumería.

## Como forma de vida
Chanel n.º 5 es un perfume que trata del lujo y la elegancia, que rompe con lo tradicional, es identificado como un símbolo de seducción conquistadora, hasta tal punto que al final de la Segunda Guerra Mundial, los soldados americanos hacían interminables colas en la boutique de la calle Cambon para adquirir un frasco del n.º 5 para la mujer de su vida. Tanto es así que la estrella de cine Marilyn Monroe tras preguntarle un periodista que se ponía para dormir, ella respondió: “unas gotas de Nº5...”
N.º 5 conserva su misterio, lo que hace aumentar su valor simbólico de forma que sigue siendo único para la mujer que lo elige. “Una mujer que no se perfuma no tiene futuro” decía Paul Valéry. Cada piel se adapta a él, siendo éste uno de los secretos de su longevidad.

## Versiones renovadas
En 1986 apareció la versión Eau de Parfum, creada por el perfumista de la maison desde principios de los ochenta, Jacques Polge. En 2008 se reversionó el perfume como Chanel n.º 5 eau de Premiere en busca de un mayor equilibrio en las frases y para ajustarse mejor a los gustos del momento. Esta nueva versión confeccionada por Jacques Polge, conserva la impronta como también la mayoría de sus ingredientes respecto a su original. Es más suave en cuanto a sus notas cítricas. Sus notas de salida están compuestas por Ylang Ylang, aldehídos y nerolí. Sus notas de corazón se componen de jazmín y rosa. Su base contiene vetiver bourbon y vainilla.